# Circunferencias de Soddy de un triángulo

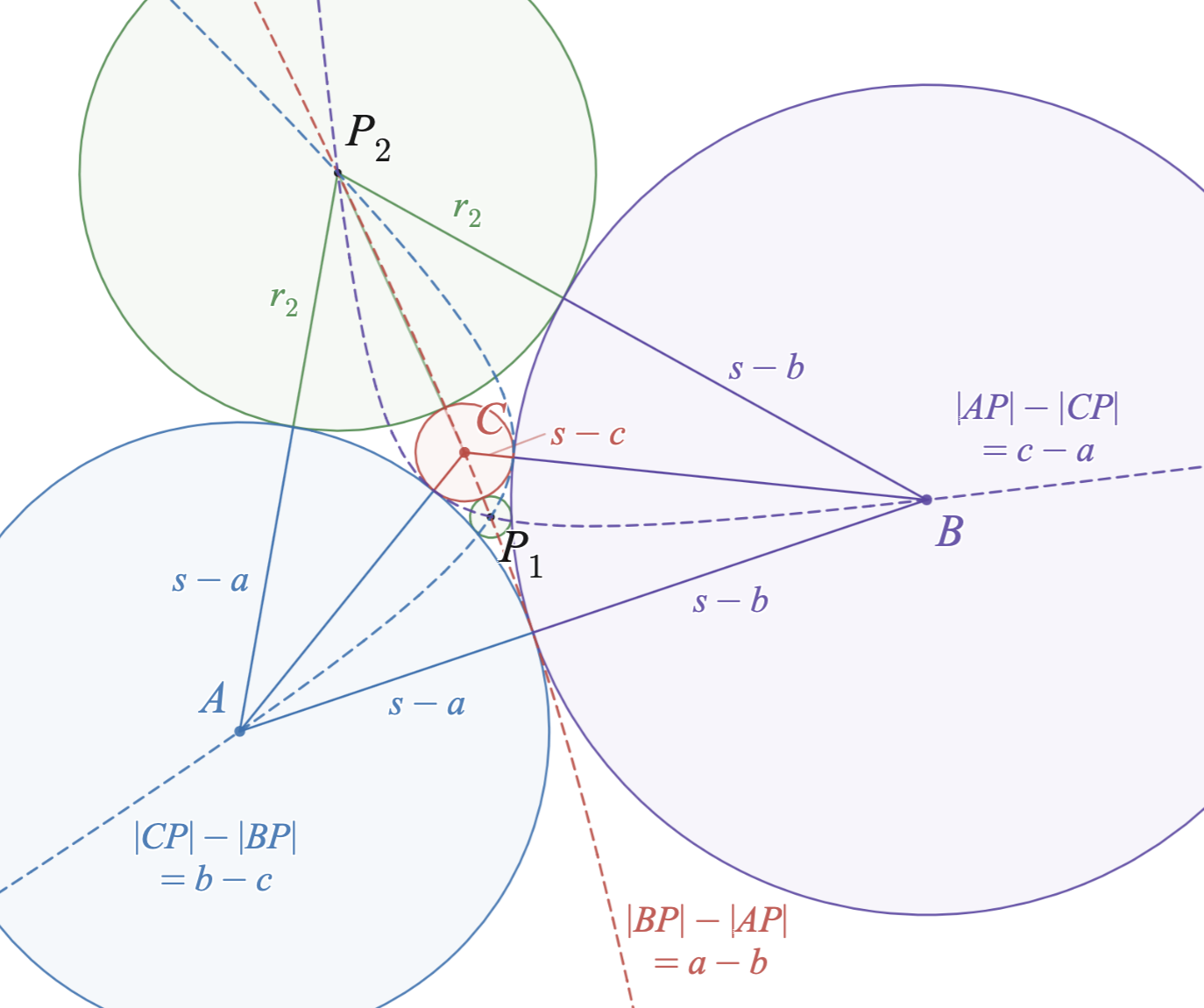
Cuando la circunferencia exterior de Soddy tiene una curvatura positiva, ambos centros de Soddy son puntos de igual desvío

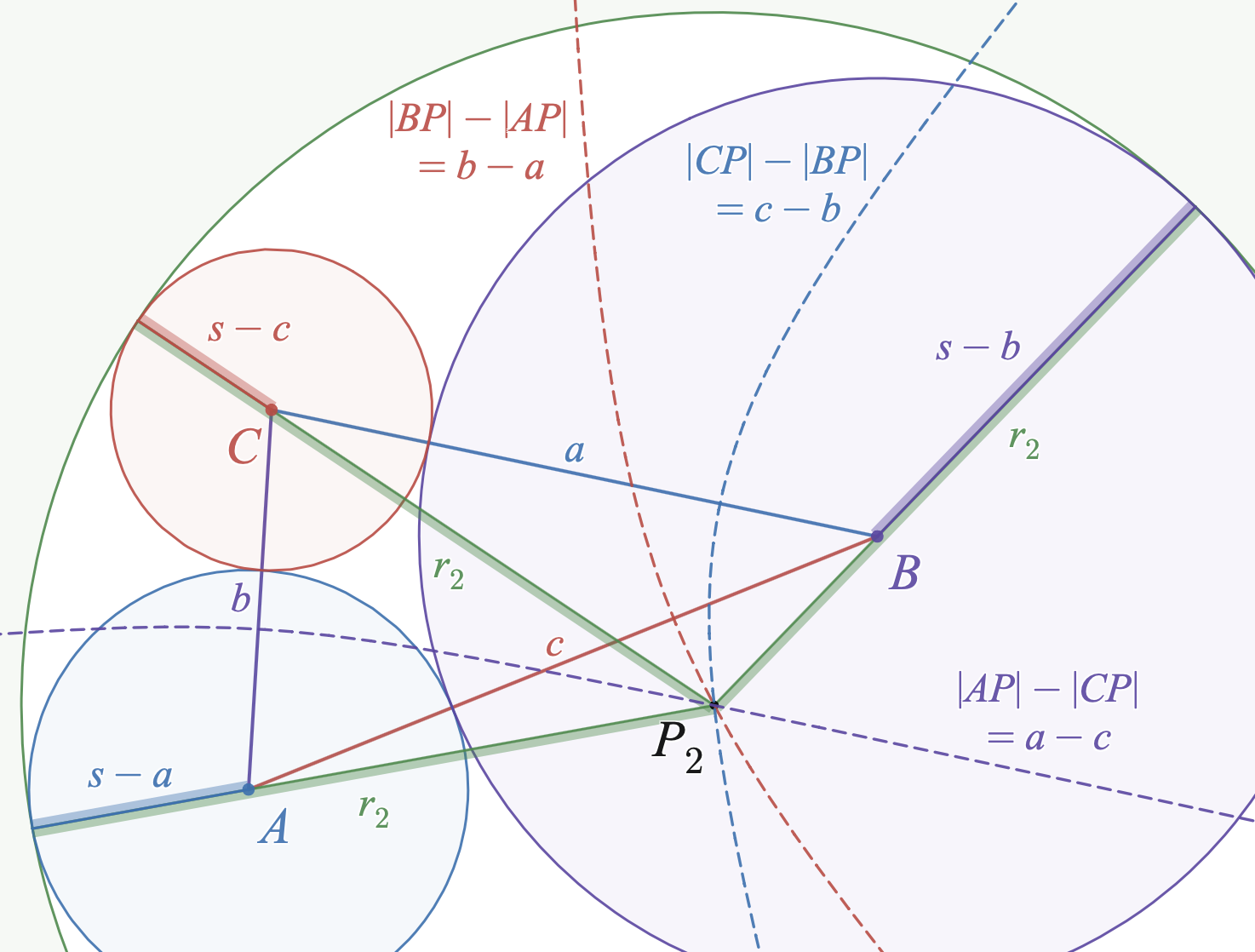
Cuando la circunferencia exterior de Soddy tiene curvatura negativa, su centro es el punto isoperimétrico: los triángulos ABP_{2}, BCP_{2} y CAP_{2} tienen el mismo perímetro

En geometría, las circunferencias de Soddy de un triángulo son dos circunferencias tangentes cada una de ellas a las tres circunferencias tangentes entre sí cuyos centros son los vértices del triángulo dado. Los centros de estas dos circunferencias se denominan los centros de Soddy del triángulo. Reciben su nombre del científico británico Frederick Soddy, quien redescubrió el teorema de las circunferencias de Descartes en los radios de cuádruplas de circunferencias tangentes entre sí en seis puntos.
Cualquier triángulo tiene tres circunferencias centradas en sus vértices y externamente tangentes entre sí. Dos circunferencias más, sus circunferencias de Soddy, son tangentes a las mencionadas tres circunferencias centradas en los vértices, y sus centros se denominan los centros de Soddy. La recta que pasa por los dos centros de Soddy es la recta de Soddy del triángulo. Estas circunferencias están relacionadas con muchas otras propiedades notables de los triángulos, y pueden generalizarse a ternas adicionales de circunferencias tangentes centradas en los vértices, en las que una circunferencia rodea a las otras dos.

## Construcción
Sean {\displaystyle A,B,C} los tres vértices de un triángulo, {\displaystyle a,b,c} las longitudes de los lados opuestos y {\textstyle s={\tfrac {1}{2}}(a+b+c)} el semiperímetro del triángulo. Entonces, las tres circunferencias centradas en {\displaystyle A,B,C} tienen radios {\displaystyle s-a,s-b,s-c}, respectivamente.
Por el teorema de las circunferencias de Descartes, dos circunferencias más, denominadas circunferencias de Soddy, son tangentes a estas tres circunferencias. Los centros de estas dos circunferencias tangentes son los centros de Soddy del triángulo.

## Características relacionadas
Cada una de las tres circunferencias centradas en los vértices corta dos lados del triángulo en ángulo recto, en uno de los tres puntos de contacto del triángulo, donde su circunferencia inscrita es tangente al lado. Las dos circunferencias tangentes a estas tres circunferencias, una interior y otra exterior, están separadas por la circunferencia inscrita. Los centros de Soddy se encuentran en las intersecciones comunes de tres hipérbolas, cada una con dos vértices del triángulo como focos y que pasan por el tercer vértice.
El centro interior de Soddy es un punto de igual desvío: la cadena poligonal que conecta dos vértices cualesquiera de un triángulo a través del punto interior de Soddy es más largo que el segmento que conecta directamente esos vértices, en una longitud que no depende de cuáles de los dos vértices se elijan. Según el teorema de Descartes, la curvatura de la circunferencia interior de Soddy es {\textstyle (4R+r+2s)/\Delta }, donde {\displaystyle \Delta } es el área del triángulo, {\displaystyle R} es su circunradio y {\displaystyle r} es su inradio. La circunferencia exterior de Soddy tiene una curvatura de {\textstyle (4R+r-2s)/\Delta }. Cuando esta curvatura es positiva, el centro exterior de Soddy es otro punto de igual desvío, porque de lo contrario, el punto de igual desvío es único. Cuando la circunferencia exterior de Soddy tiene una curvatura negativa, su centro es el punto isoperimétrico del triángulo: los tres triángulos formados por este centro y dos vértices del triángulo inicial tienen el mismo perímetro. Los triángulos cuya circunferencia exterior de Soddy degenera en una línea recta con curvatura cero se denominan triángulos soddyianos. Esto ocurre cuando {\textstyle 4R+r=2s} y hace que la curvatura de la circunferencia interior de Soddy sea {\textstyle 4/r}.

## Circunferencias excéntricas

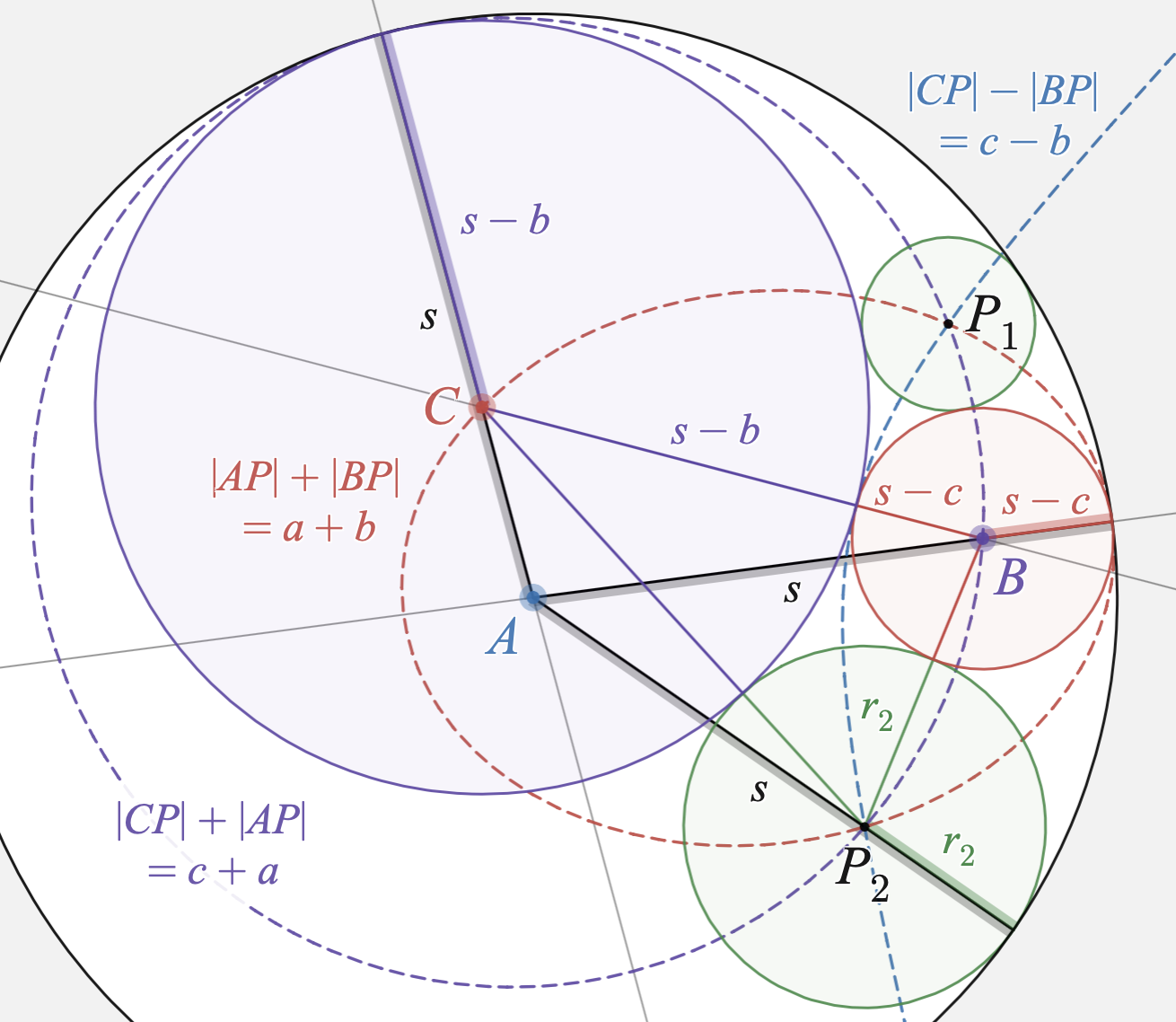
Otro par de circunferencias de Soddy son mutuamente tangentes a tres circunferencias con centro en A, B, C y radios respectivos −s, s − c, s − b. Esta es una de tres disposiciones similares posibles

Además de los tres circunferencias tangentes externamente formadas a partir de un triángulo, tres ternas más de circunferencias tangentes también tienen sus centros en los vértices del triángulo, pero una de las circunferencias rodea a las otras dos. Sus ternas de radios son {\displaystyle (-s,s-c,s-b),} {\displaystyle (s-c,-s,s-a),} o {\displaystyle (s-b,s-a,-s)}, donde un radio negativo indica que la circunferencia es tangente a las otras dos en su interior. Sus puntos de tangencia se encuentran en las rectas que pasan por los lados del triángulo, y cada terna de círculos tiene tangencias en los puntos donde una de las tres excircunferencias es tangente a estas rectas. Los pares de circunferencias tangentes a estas tres ternas de circunferencias se comportan de forma análoga al par de circunferencias interior y exterior, y a veces también se denominan circunferencias de Soddy. En lugar de encontrarse en la intersección de las tres hipérbolas, los centros de estas circunferencias se encuentran donde la rama opuesta de una hipérbola, con focos en los dos vértices y que pasa por la tercera, interseca las dos elipses, con focos en otros pares de vértices y que pasan por la tercera.

## Rectas de Soddy

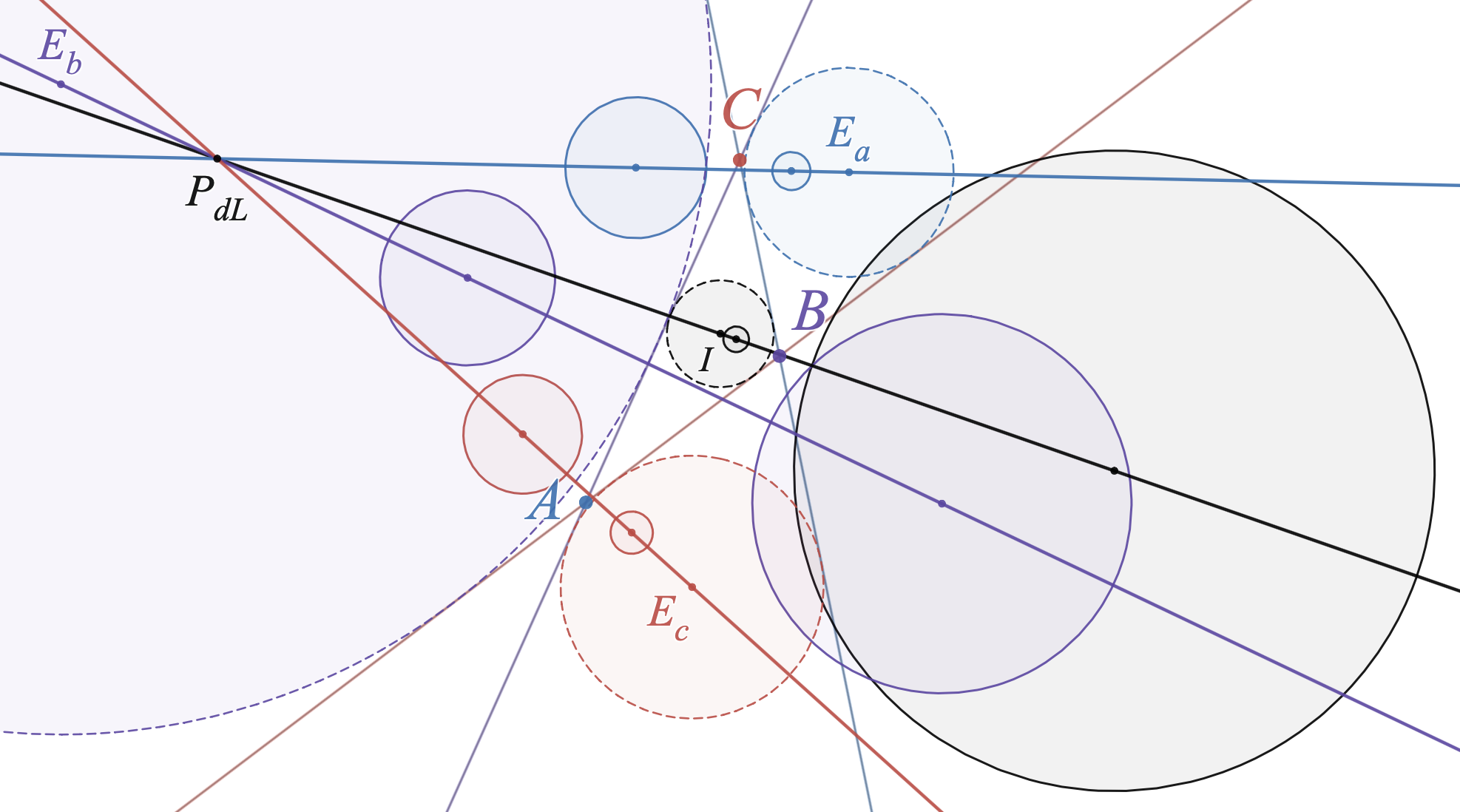
Asociados a la circunferencia inscrita y a cada una de las tres excircunferencias de un triángulo (trazos discontinuos), se encuentran un par de circunferencias de Soddy y una recta de Soddy. Las cuatro rectas de Soddy confluyen en el punto de Longchamps

La recta que pasa por ambos centros de Soddy, llamada recta de Soddy, también pasa por el incentro del triángulo, que es el centro de homotecia de las dos circunferencias de Soddy, y por el punto de Gergonne, la intersección de las tres rectas que conectan los puntos de contacto del triángulo con su circunferencia inscrita, y sus vértices opuestos. Cuatro circunferencias mutuamente tangentes definen seis puntos de tangencia, que pueden agruparse en tres pares de puntos de tangencia, cada uno proveniente de dos pares de circunferencias disjuntas. Las tres rectas que pasan por estos tres pares de puntos de tangencia son concurrentes, y los puntos de concurrencia definidos de esta manera desde las circunferencias interna y externa definen dos centros triangulares adicionales, llamados puntos de Eppstein, que también se encuentran en la recta de Soddy.

Los tres pares adicionales de circunferencias de Soddy excéntricas están asociados a una recta de Soddy que pasa por sus centros. Cada uno pasa por el excentro correspondiente del triángulo, que es el centro de semejanza de las dos circunferencias. Cada recta de Soddy también pasa por un análogo del punto de Gergonne y los puntos de Eppstein. Las cuatro rectas de Soddy concurren en el punto de Longchamps, la reflexión del ortocentro del triángulo respecto al circuncentro.